# Eropeplus canus
Eropeplus canus es una especie de roedor de la familia Muridae. Es la única especie del género Eropeplus.

## Distribución geográfica
Se encuentra sólo en las selvas montanas en el centro de Célebes (Indonesia).

## Estado de conservación
Se encuentra amenazada de extinción por la pérdida de su hábitat natural.